# Vitis
Vitis (zastarale česky Bíteš) je městys v okrese Waidhofen an der Thaya v rakouské spolkové zemi Dolní Rakousy.
Trvale zde žije přibližně 2 700 obyvatel.

## Politika
Starostkou městysu je Anette Töpfl a vedoucím kanceláře Josef Binder. V zastupitelstvu městyse je 21 křesel a po volbách konaných v roce 2015 byla rozdělena podle získaných mandátů: L.ÖVP 15, SPÖ 5, FPÖ 1